# Nyke Slawik

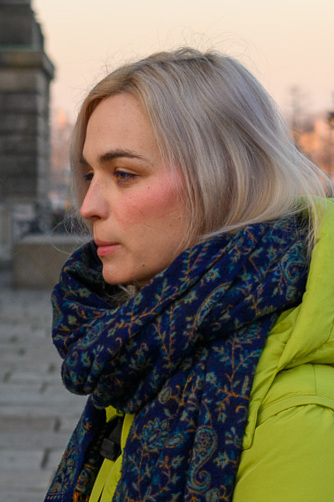
Nyke Slawik (2022)

Nyke Slawik (* 7. Januar 1994 in Leverkusen) ist eine deutsche Politikerin (Bündnis 90/Die Grünen) und seit 2021 Mitglied des Deutschen Bundestages. Sie gehört zu den ersten bekannten transgeschlechtlichen Frauen im Deutschen Bundestag.

## Leben
Slawiks Vater, ein Maschinenschlosser, wuchs in einer polnisch-katholischen Familie auf und kam Ende der 1970er Jahre aus Schlesien nach Leverkusen. Auch ihre Mutter ist Maschinenschlosserin. Seit 2011 lebt Slawik als Frau. Nach ihrem Abitur an der Marienschule in Leverkusen-Opladen 2012 studierte sie von 2012 bis 2018 Anglistik und Amerikanistik sowie Kommunikations- und Medienwissenschaft an der Heinrich-Heine-Universität in Düsseldorf und schloss das Studium mit dem Bachelor ab. Während ihrer Studienzeit absolvierte sie ein Auslandssemester in Leicester und ein kurzes Auslandspraktikum im Europäischen Parlament in Brüssel. Von 2018 arbeitete sie als Wissenschaftliche Mitarbeiterin im Landtag Nordrhein-Westfalen für die Grünen-Abgeordneten Wibke Brems und Matthias Bolte. Im Jahr 2021 wurde sie dann selbst in den Deutschen Bundestag gewählt.
Nyke Slawik ist unterstützendes Mitglied der Leverkusener Frauen-Karnevalsgesellschaft Fraulückcher Opladen von 2023.

## Politik
Nyke Slawik war von 2009 bis zum altersbedingten Ausscheiden 2022 Mitglied der Grünen Jugend und seit 2013 von Bündnis 90/Die Grünen. Von 2013 bis 2015 war sie im Vorstand der Grünen Jugend Düsseldorf, von 2015 bis 2017 im Landesvorstand der Grünen Jugend Nordrhein-Westfalen. Sie ist NRW-Delegierte für den Grünen Länderrat und Ersatzdelegierte für den Grünen Bundesfrauenrat sowie Delegierte der Grünen Jugend für QueerGrün.
Slawik kandidierte bei der Landtagswahl in Nordrhein-Westfalen 2017 und bei der Wahl zum Europäischen Parlament 2019, ohne ein Mandat zu erringen. Bei der Bundestagswahl 2021 trat sie im Wahlkreis Leverkusen – Köln IV und auf Platz 11 auf der Grünen-Landesliste Nordrhein-Westfalen an. Das Direktmandat im Wahlkreis gewann Karl Lauterbach (SPD), doch über die Landesliste zog Slawik in den Deutschen Bundestag ein. Dort war sie Mitglied und stellvertretende Vorsitzende des Verkehrsausschusses.
Slawik stimmte am 1. Dezember 2022 im Bundestag für die Beschleunigung des Braunkohleausstiegs im Rheinischen Revier. Bei den Protesten im Januar 2023 war sie als parlamentarische Beobachterin bei den Protesten vor Ort.
Bei der Bundestagswahl 2025 zog Nyke Slawik über Platz 11 der Landesliste der Bündnis 90/Die Grünen in Nordrhein-Westfalen in den Deutschen Bundestag ein. In der 21. Wahlperiode ist sie ordentliches Mitglied und Obfrau im Ausschuss für Bildung, Familie, Senioren, Frauen und Jugend sowie stellvertretendes Mitglied im Verkehrsausschuss.
Seit dem 30. April 2025 ist sie queerpolitische Sprecherin der Bundestagsfraktion Bündnis 90/Die Grünen.

### Deutsch-polnische Beziehungen
Nyke Slawik ist stellvertretende Vorsitzende der Deutsch-Polnischen-Parlamentariergruppe.

### Queerpolitik
Nyke Slawik ist stellvertretendes Mitglied im Familienausschuss. Sie fordert: „dass queere Menschen endlich die volle Gleichberechtigung in Deutschland bekommen“. Hierzu zählt sie unter anderem die Aufhebung eines Blutspendeverbots für Männer, die Sex mit Männern haben, und trans Personen. Sie setzt sich für ein Selbstbestimmungsgesetz ein, das die Voraussetzungen für die Änderung des Geschlechtseintrags und der Vornamen von trans, inter und nonbinären Personen im Personenstandsregister neu regelt.
Sie setzt sich dafür ein, dass Menschen, die aufgrund der bisherigen Gesetzgebung von Zwangssterilisation und Zwangsscheidung betroffen waren, entschädigt werden sollen. Transfeindliche Debatten, die sich gegen das geplante Gesetz richten, bezeichnet sie als: „zutiefst antifeministisch“.

### Mobilitätspolitik
Nyke Slawik ist laut Angaben auf ihrer Homepage stellvertretende Vorsitzende des Verkehrsausschusses und für Bündnis 90/Die Grünen Berichterstatterin für die Themen ÖPNV Bus & Bahn, Barrierefreiheit, Luftreinhaltung und Lärmschutz.
Nyke Slawik fordert die Weiterentwicklung des 49-Euro-Tickets. Zum einen fordert sie eine Regelung zur kostenlosen Kindermitnahme sowie ein rabattiertes 49-Euro-Ticket für Studierende, das im November 2023 beschlossen wurde.
In Leverkusen setzt sie sich gemeinsam mit dem interfraktionellen Bündnis Keinen Meter mehr gegen den oberirdischen Ausbau der Autobahnen A1 und A3 ein.

### Dokumentation
Am 9. November 2023 erschien der Dokumentarfilm Nyke – eine junge Frau zieht in den Bundestag der Journalistin und Filmemacherin Jannika Quaas über Nyke Slawik.